# 天津市总工会
天津市总工会是天津市地方工会和产业工会的领导机关，受中国共产党天津市委员会和中华全国总工会领导。